# Éducation libertaire

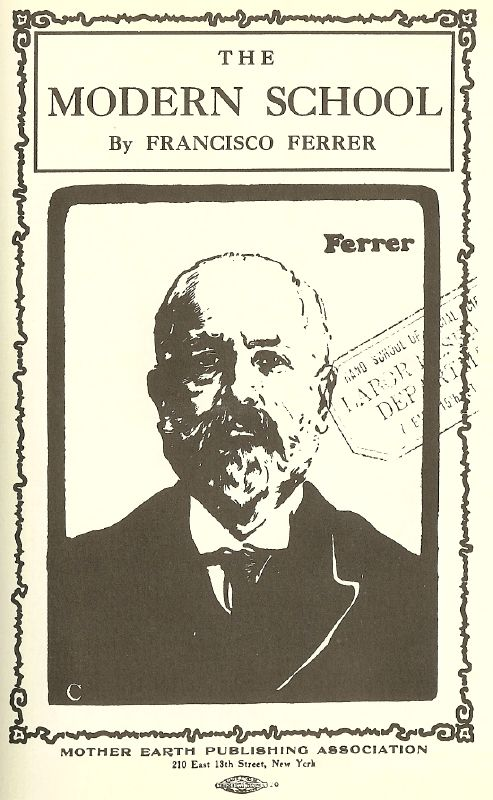
The Modern School, de Francisco Ferrer, traduit par Voltairine de Cleyre en 1909.

L'éducation libertaire ou pédagogie libertaire, perçue comme un outil de transformation sociale, a toujours été un axe majeur de la structuration du courant de pensée libertaire. Nombreux et nombreuses ont été les anarchistes qui ont œuvré, à leur façon, comme enseignant(e) dans les écoles, avec les travailleurs et dans leurs vies personnelles et dans la société. 
L'école traditionnelle est considérée comme un instrument de reproduction des structures sociales de domination et d'exploitation et un appareil de résignation où le rôle social des élèves leur est assigné. Pour un pédagogue comme Sébastien Faure, « l’enfant n’appartient ni à Dieu, ni à l’État, ni à sa famille, mais à lui-même ».

## Théoriciens duXIXesiècle
William Godwin fut l'un des premiers anarchistes à traiter de l'Éducation. La vision qu'il entretenait de celle-ci était plutôt éducationniste, voyant la transformation de l'homme comme moteur du changement. Godwin insistait sur la nécessité que l'école soit en dehors du système d'éducation nationale, à cause de son rôle aliénant sur les individus et du conformisme de pensée qu'il véhicule. Godwin critiqua le conditionnement scolaire exercé par l'État. 
Max Stirner critiqua lui aussi l'école de l'État et la pédagogie comme des formes affinées de conditionnement. Stirner verra comme but, dans une Éducation libertaire, de favoriser au maximum l'autonomie des élèves et leur libération individuelle jusqu'à l'insubordination.
Léon Tolstoï, un anarchiste non-violent, fut l'un des pionniers dans ce type d'Éducation en fondant vers 1859, à Iasnaïa Poliana, en Russie, une école pour enfants et adultes. De 1862 à 1863, il y produit le journal Iasnaïa Poliana.
Michel Bakounine prône en 1869 une « instruction intégrale » qui serait la même pour tous et toutes, accordant une place nécessaire à l'enseignement industriel ou pratique à côté de l'enseignement scientifique ou théorique.

## Historique

### L'orphelinat de Cempuis & Paul Robin
Paul Robin est le premier à mettre en œuvre cette "éducation intégrale" à l'orphelinat de Cempuis, qu'il dirige à partir 1880. Il accorde de l'importance non seulement aux aspects intellectuels, mais aussi à l'éducation morale et à l'éducation physique qui représente un tiers du temps d'activité; des randonnées sont aussi organisées, ainsi que des excursions et des séjours d'été au bord de la mer. On étudie aussi, à Cempuis, de nombreuses matières artistiques comme le chant, le dessin, la musique, le théâtre. L'éducation morale est basée sur le sens des responsabilités, le respect de chacun et la solidarité du groupe, comme dans une vie familiale, et met en pratique la coéducation des sexes, principe choquant à l'époque.
Jusqu'à l'âge de 12 ans, les enfants sont libres de passer leur temps dans les différents ateliers, ou de fréquenter les classes, où l'enseignement accorde une grande place à la "leçon de choses". Après cet âge, ils doivent approfondir la pratique des ateliers, afin de pouvoir quitter l'orphelinat avec un métier. 
À une époque où en France est en train de se mettre en place l’éducation publique laïque, l’expérience de l’orphelinat de Cempuis est dans un premier temps soutenue administrativement, en particulier par Ferdinand Buisson. Mais elle subit des campagnes virulentes de la presse catholique qui considérait la mixité comme une dépravation totale ; Robin finit par être révoqué en 1894.

### L'Escuela moderna & Francisco Ferrer
L'un des personnages les plus importants de l'éducation libertaire fut Francisco Ferrer, qui fonda l'Escuela moderna, à Barcelone, expérience qui dura de 1901 à 1906 mais, qui donna l'impulsion à tout un mouvement d'"écoles ferrer/modernes". 
Francisco Ferrer connaissait bien Paul Robin, et ce sont les mêmes principes qu’il met en œuvre en Espagne en 1901 lorsqu’il fonde la première Escuela moderna. Ferrer pose explicitement la question, toujours d’actualité, de savoir s’il faut se battre pour transformer le système éducatif « de l’intérieur » en démontrant ses erreurs et dysfonctionnements, ou s’il faut créer des écoles fondées sur les principes qu’il défend et qui pourront servir d’exemple. Sa réponse, celle du socialisme utopique, est la seconde. 
Au début, l’école est financée par un legs d’une mécène, et fonctionnera jusqu'en 1908. Une foule de collaborateurs/trices très reconnu(e)s, tel(le)s que le géographe libertaire Élisée Reclus, l'astronome Camille Flammarion, l'écrivain Anatole France, le philosophe Herbert Spencer, le biologiste Ernst Haeckel et les anarchistes Pierre Kropotkine et Léon Tolstoï, participèrent à l'Escuela Moderna de Ferrer.
L'exécution de Ferrer le 13 octobre 1909 après un procès bâclé où il est accusé d'avoir participé à des émeutes le transforme en symbole de l’éducation libertaire ; selon la légende il meurt en criant « Viva la Escuela Moderna ! ». Ses principes pédagogiques donnèrent naissance au Modern School Movement aux États-Unis, qui se propagea dans de nombreux endroits, dont la Modern school de New York. À Turin, en Italie, Pietro Ferrero et Maurizio Garino fondèrent le Centro di Studi Sociali della Barriera di Milano (Centre d'Études Sociales de la Barrière de Milan), qui devint par la suite une école moderne, accueillant, en général, de nombreux ouvriers et ouvrières et prolétaires parmi ses "étudiants".

### La Ruche & Sébastien Faure
À la même époque, en France, Sébastien Faure s’inspire également de l’expérience de Cempuis. Quand il fonde la Ruche en 1904, il ne veut ni dépendre de l’État, ni fonctionner comme une école privée capitaliste. 
Il reprend les principes d’éducation intégrale, et fait de plus fonctionner l’école dans une coopérative pour qu’elle puisse s’autofinancer. 
Comme l'orphelinat de Cempuis, l’école comporte divers ateliers qui en font un réel centre d’apprentissage.
Elle fonctionne jusqu’à la première guerre mondiale, mais ferme en raison de celle-ci en 1917, ne parvenant plus à subvenir à ses besoins.

### Éducation libertaire auXXesiècle
Les écoles libertaires de Hambourg, créées en 1919 dans la République de Weimar, remettent en cause l'idée même de finalité en éducation.
En 1921, A. S. Neill fonde l'école de Summerhill, popularisée grâce au succès de son livre, Libres enfants de Summerhill. 
En Espagne, plus spécialement durant les années 1930, la tradition éducationnelle du mouvement anarchiste, se concrétise à travers la propagation des Ateneo libertario (es) (Athénée libertaire), qui contribuèrent à la construction d'une culture ouvrière[réf. souhaitée].

### Après 1968
- Après les mouvements sociaux de 1968, les pédagogies anti-autoritaires acquièrent une certaine notoriété ; en particulier l'école de Summerhill.
- À cette époque apparaissent les « écoles sauvages » dans les communautés hippies[2].
- Après 1981, en France, sont créés plusieurs collèges et lycées expérimentant des pédagogies alternatives dont le Lycée autogéré de Paris, le Centre expérimental pédagogique maritime en Oléron, le Collège lycée expérimental d'Hérouville-Saint-Clair  ou le Lycée expérimental de Saint-Nazaire.
- L'École Bonaventure  un établissement scolaire expérimental d'inspiration libertaire et autogestionnaire, fondé en 1993 par un groupe de parents mais aussi de militants-es libertaires et/ou de l’Éducation Nouvelle.
- Le mouvement des écoles démocratiques en Europe aujourd'hui, prône une «approche permettant aux enfants de faire leurs propres choix concernant leurs apprentissages et tous les autres domaines de la vie»[réf. souhaitée].

### Bibliographie

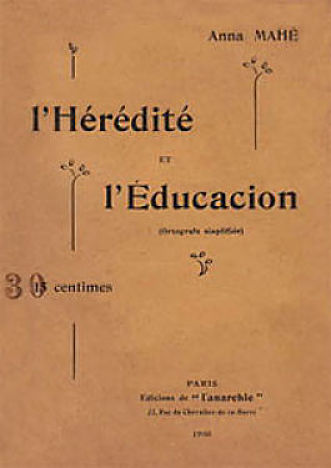
Anna Mahé, L'Hérédité et l'éducacion : ortografe simplifiée, Edicions de l'anarchie, 1908.

#### Articles
- Christian Rouet, La Ruche, école libertaire, Le Pays d'Yveline - Nouvelles ordinaires de divers lieux en divers moments, lire en ligne.